# Echinacea (zee-egel)
De Echinacea zijn een superorde van zee-egels uit de infraklasse Carinacea.

## Families
- Orde Arbacioida Gregory, 1900
  - Acropeltidae Lambert & Thiéry, 1914 †
  - Arbaciidae Gray, 1855
  - Glypticidae Lambert & Thiéry, 1914 †
- Orde Camarodonta Jackson, 1912
  - Infraorde Echinidea Kroh & Smith, 2010
    - Superfamilie Odontophora Kroh & Smith, 2010
      - Echinometridae Gray, 1855
      - Strongylocentrotidae Gregory, 1900
      - Toxopneustidae Troschel, 1872

niet in een superfamilie geplaatst
    - Echinidae Gray, 1825
    - Parechinidae Mortensen, 1903

  - Infraorde Temnopleuridea Kroh & Smith, 2010
    - Glyphocyphidae Duncan, 1889 †
    - Temnopleuridae A. Agassiz, 1872
    - Trigonocidaridae Mortensen, 1903
    - Zeuglopleuridae Lewis, 1986 †

niet in een infraorde geplaatst
  - Parasaleniidae Mortensen, 1903
- Orde Stomopneustoida Kroh & Smith, 2010
  - Glyptocidaridae Jensen, 1982
  - Stomechinidae Pomel, 1883 †
  - Stomopneustidae Mortensen, 1903

niet in een orde geplaatst
- Familie Glyphopneustidae Smith & Wright, 1993 †